# Arcidiecéze maltská
Arcidiecéze maltská (latinsky Archidioecesis Melitensis nebo Melevitana) je římskokatolická metropolitní arcidiecéze na Maltě, sídlo maltské církevní provincie. Má sídlo ve městě Mdina s katedrálou sv. Pavla a konkatedrálou sv. Jana Křtitele ve Vallettě. Jejím arcibiskupem je Charles Scicluna.

## Stručná historie
Křesťanství na Maltě bylo založeno již sv. Pavlem (Skt kap. 27–28), podle tradice byl prvním biskupem sv. Publius zmiňovaný ve Skutcích. Diecézi v roce 1944 papež Pius XII. povýšil na arcidiecézi.